# Maulde (rivière)
Pour les articles homonymes, voir Maulde (homonymie).
La Maulde est une petite rivière française des départements de la Creuse et de la Haute-Vienne, en ancienne région Limousin, donc en région Nouvelle-Aquitaine. C'est un affluent droit de la Vienne, donc un sous-affluent de la Loire.

## Géographie
Elle prend sa source dans la commune de Gentioux-Pigerolles (Creuse), au niveau du Pré du Riou, à environ 760 m d'altitude, et se jette, après un trajet est-ouest de 68,6 km, dans la Vienne juste en amont de la commune de Saint-Léonard-de-Noblat peu après avoir alimenté le barrage de l'Artige. Elle alimente également le lac de Vassivière et la cascade des Jarrauds.

### Communes et cantons traversés
Elle traverse les communes de Gentioux-Pigerolles, Faux-la-Montagne, Royère-de-Vassivière, Saint-Martin-Château (Creuse), Peyrat-le-Château, Saint-Julien-le-Petit et Bujaleuf (Haute-Vienne).

## Affluents
La Maulde reçoit de nombreux affluents dont le Langladure et le Tourtoulloux. C'est à Saint Martin-Château, que la Maulde devient, sur 3,2 kilomètres avec une dénivellation de 14 mètres, la Cascade des Jarrauds qui permit en 1889 d'électrifier la ville de Bourganeuf.

## Hydrologie
La Maulde est une rivière petite, mais fort abondante, malgré l'exiguïté de son bassin. 

### La Maulde à Peyrat-le-Château
Son module à Peyrat-le-Château, localité située non loin de son confluent, est de 2,44 m3/s pour une surface de 97 km2 de bassin versant.
La rivière quoiqu'assez régulière présente les fluctuations saisonnières de débit typiques de la région, avec des crues hivernales de décembre à mai inclus, et des basses eaux de fin d'été, de juillet à septembre.

### Étiage ou basses eaux
En période d'étiage, le VCN3 peut chuter jusque moins de 0,4 m3/s.

### Crues
Les crues se produisent sans être très importantes, du moins en comparaison avec la moyenne des cours d'eau du département. Les QIX 2 et QIX 5 valent respectivement 11 et 14 m3/s. Le QIX 10 est de 16 m3/s. En d'autres termes, tous les deux ans, la Maulde devrait avoir une crue de l'ordre de 11 m3/s, et statistiquement, tous les dix ans, une crue de 16 m3/s doit survenir, ce qui n'est guère élevé.

### Lame d'eau et débit spécifique
La lame d'eau d'écoulement de son bassin versant vaut en effet 793 millimètres, soit près de deux fois et demi plus que la France entière, tous bassins confondus. 

## Aménagements et écologie
Elle alimente la plus grande retenue d'eau artificielle du Limousin : le lac du barrage de Vassivière.
Les barrages alimentés par la Maulde (sens amont-aval) sont : Vassivière, Mont-Larron, Martineix, Fleix, Bujaleuf, Langleret, Villejoubert, l'Artige.

## Histoire
Au XIXe siècle, la Maulde ou Maude permettait d'acheminer du bois à partir de Saint-Martin-Château vers Limoges.

## Photos

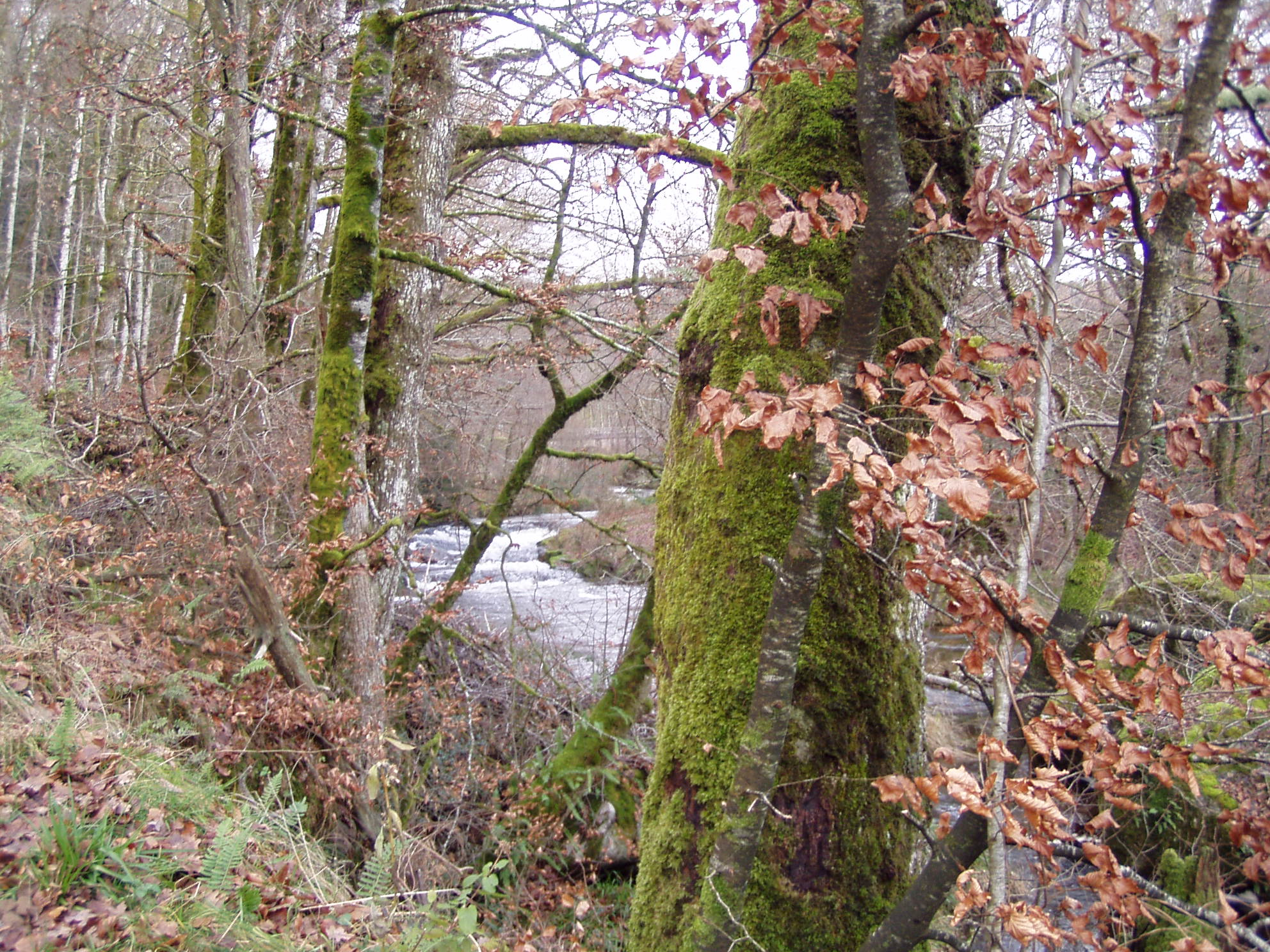
La Maulde en amont de la cascade des Jarrauds.
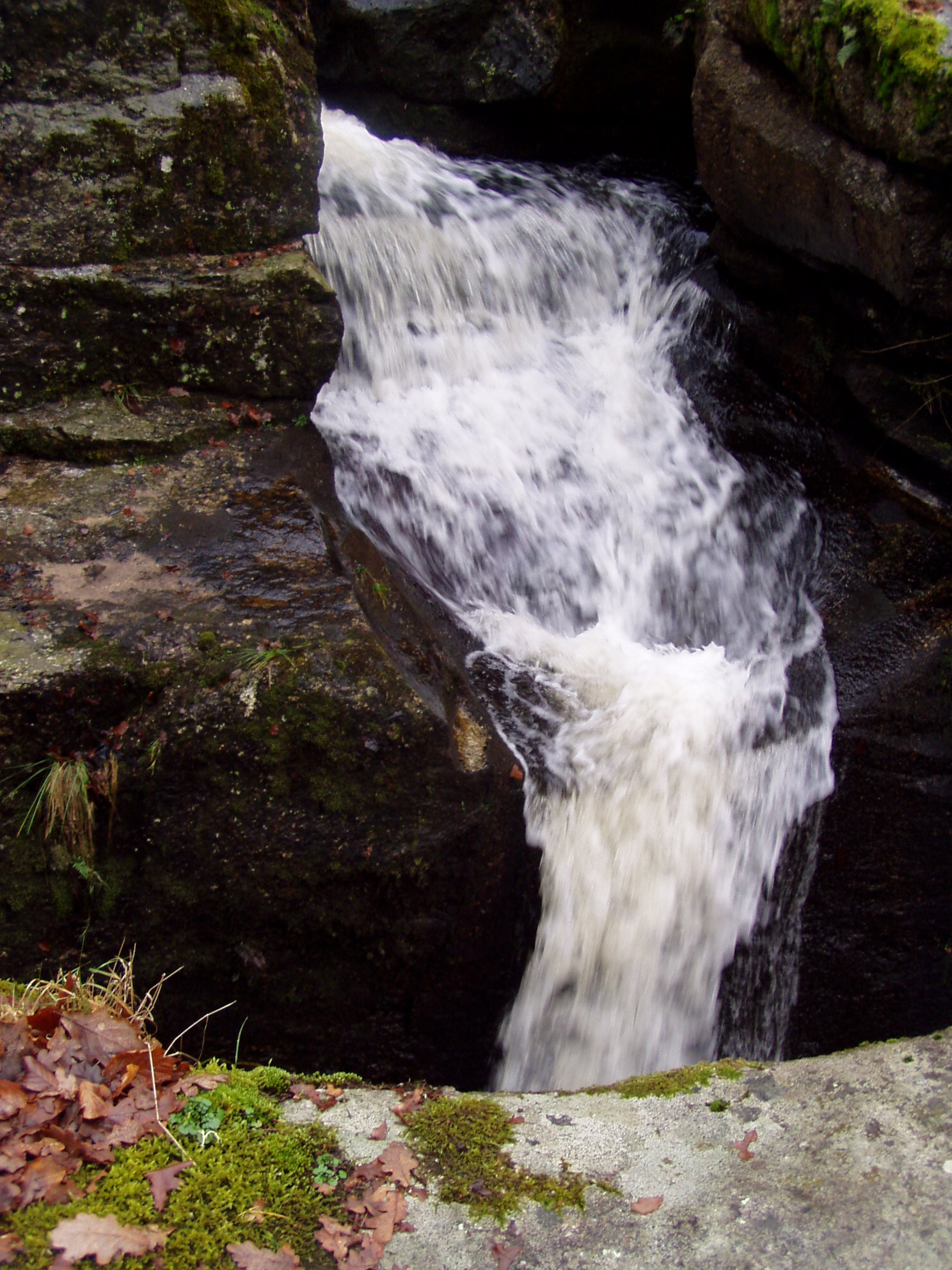
La cascade des Jarrauds.
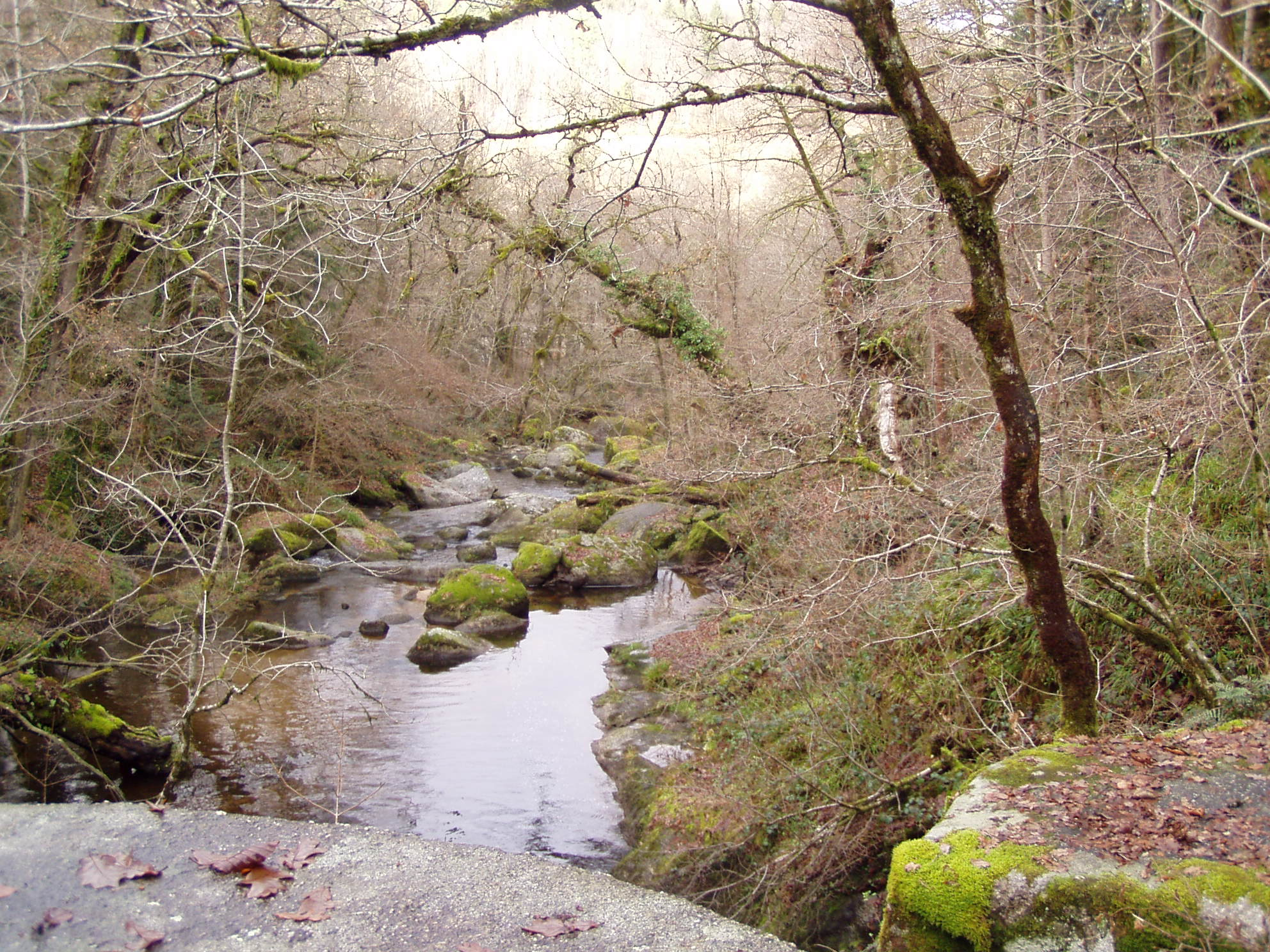
La Maulde au pied de la cascade des Jarrauds.